# جون أوبراين (لاعب كريكت)
جون أوبراين (25 مايو 1961 في المملكة المتحدة - ) (بالإنجليزية: John O'Brien)‏ هو لاعب كريكت بريطاني. لعب مع Cheshire County Cricket Club ‏.

## وصلات خارجية
- جون أوبراين على موقع إي آس بي آن كريك إنفو (الإنجليزية)